# Castello di Chignolo Po
Il castello di Chignolo Po è un importante edificio difensivo della provincia di Pavia, sito nel comune di Chignolo Po.

## Storia e descrizione

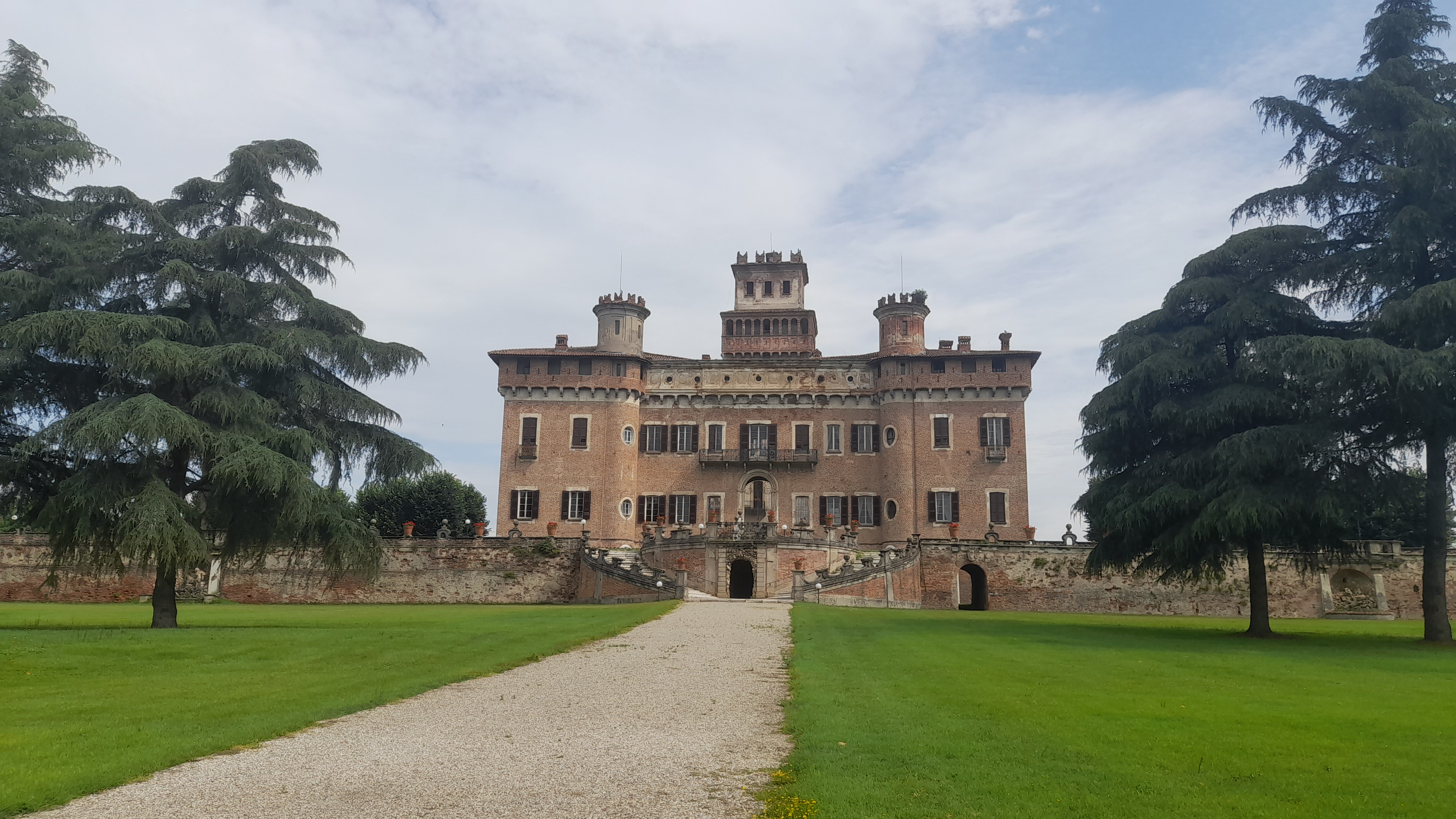
La facciata principale del castello durante una visita guidata nel 2024

Transitando sulla Via Francigena nel 990, l'arcivescovo di Canterbury, Sigerico, indica l'abbazia di Santa Cristina, col suo castello, come la tappa XL (mansio).
Nel corso del Duecento, il castello venne completamente ricostruito.

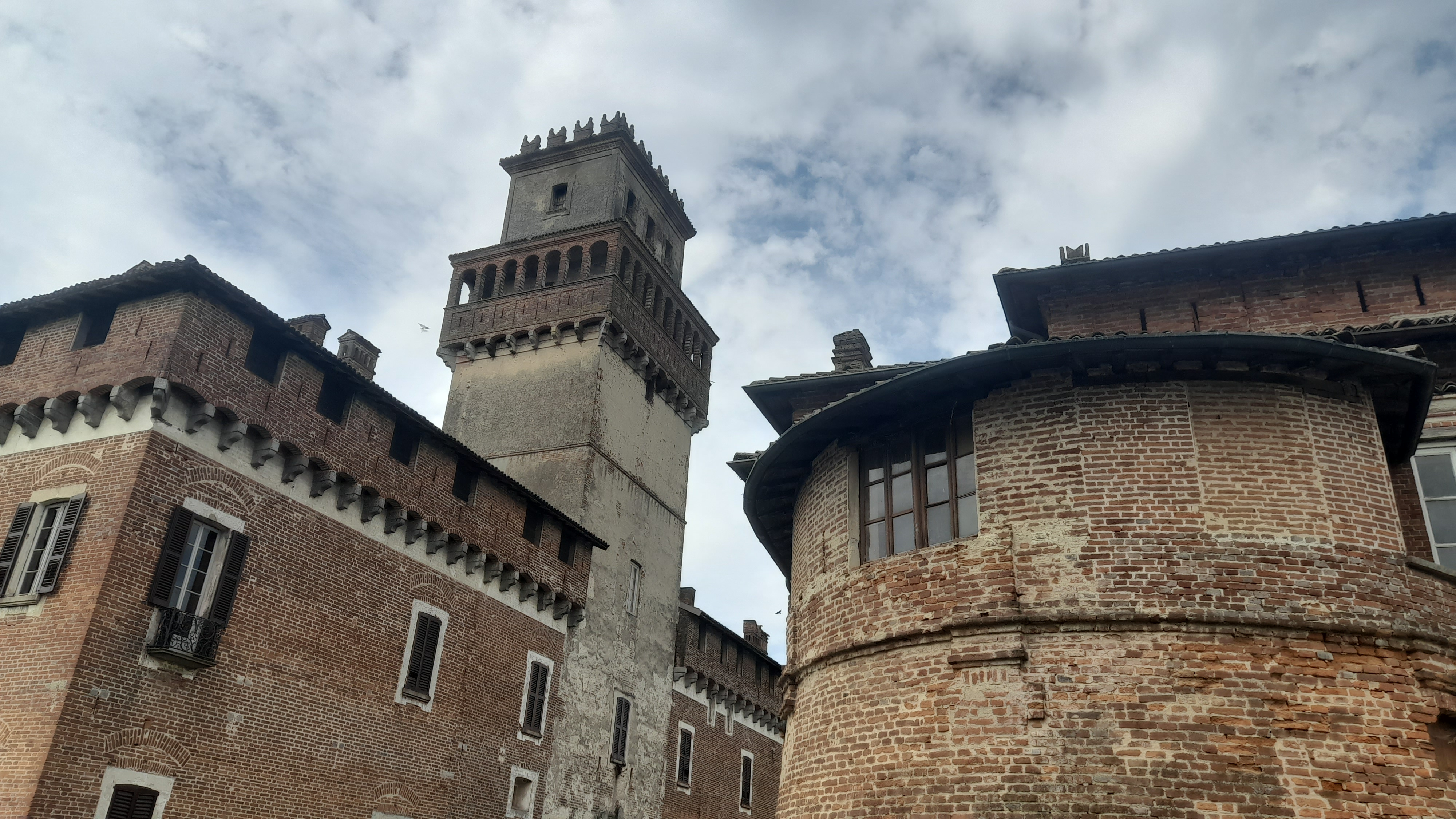
Una delle torri del castello

Davanti al fortilizio, in direzione nord, sorse il Borgo (Ricetto), che venne riedificato per intero nel 1600. Esso si presenta come un complesso architettonico omogeneo protetto all'ingresso da un fossato, da 2 garitte e da 4 torrioni ai lati.
Dai monaci di Santa Cristina, il castello passò dapprima nelle mani della famiglia Pusterla e poi in quelle dei Visconti.
Dal 1700 al 1730 per volere e finanziamento del Cardinale Agostino Cusani Visconti (1655-1730), ambasciatore del papa presso la Repubblica di Venezia e alla corte di Luigi XIV di Francia, il castello fu ampliato e trasformato da fortezza medievale in vera e propria reggia, dove soggiornarono papi, imperatori e re; in questo periodo le sale di rappresentanza furono impreziosite con stucchi e dipinti realizzati da artisti di scuola tiepolesca.

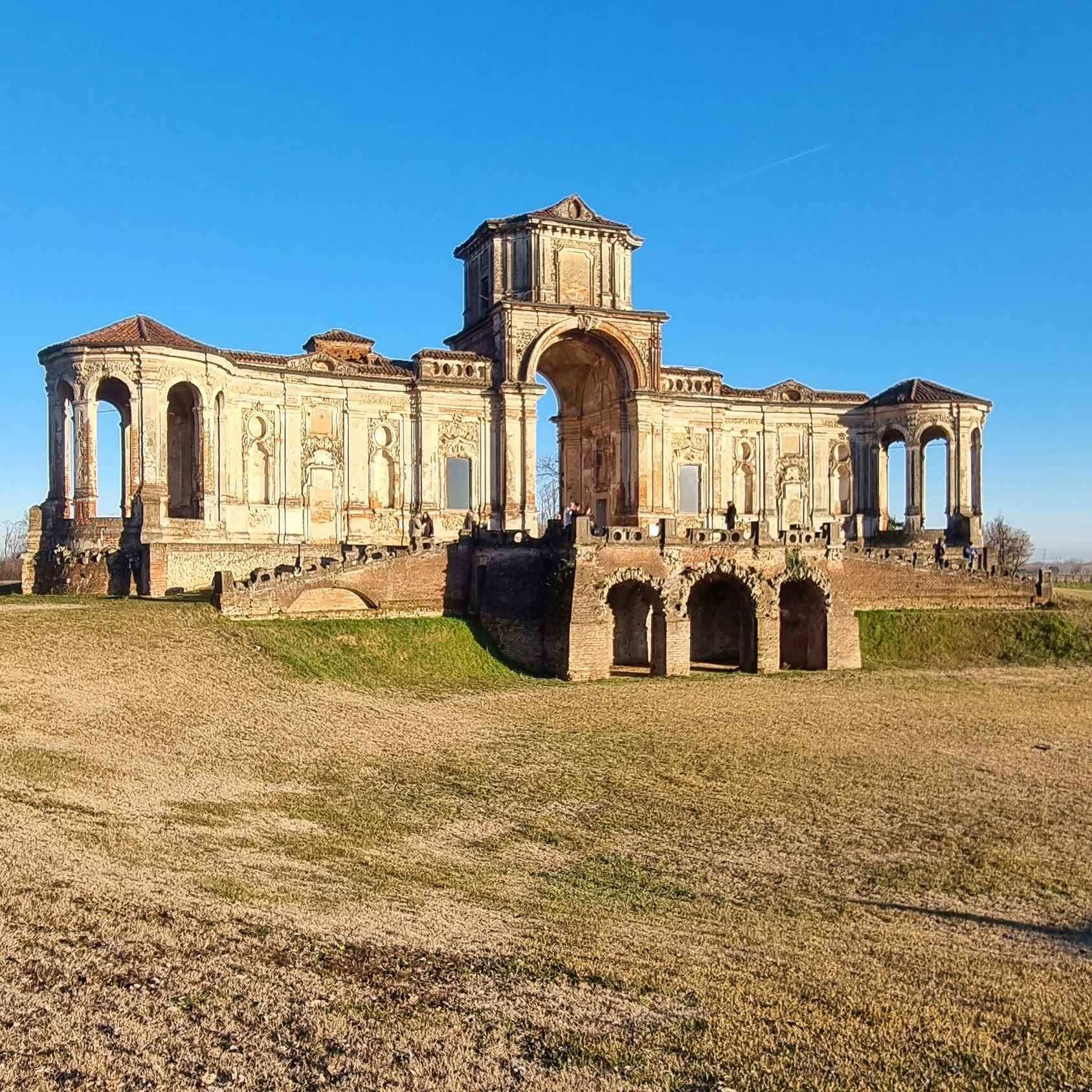
La costruzione barocca adiacente al parco denominata "Palazzo del Tè" o "Palazzina della caccia"

Dei lavori venne incaricato l'architetto romano Giovanni Ruggeri che, avvalendosi di maestranze veneziane e francesi, fece eseguire:
- la costruzione del grande parco di 30 ettari che si estende intorno al castello;
- l'edificazione al centro del parco di un maestoso edificio barocco, con antistante un laghetto, denominato "Palazzo del Tè" o "Palazzina della caccia";
- la costruzione di giardini, ninfei, gazebi, fontane e statue a ridosso del castello;
- l'edificazione del cortile d'onore, ornato dallo stemma vescovile del cardinale sul balcone principale, collegato al giardino da un ponticello che scavalca il fossato;
- la costruzione di tutta l'ala est che conserva gli appartamenti per gli ospiti, tra i quali il famoso appartamento del papa dedicato a Clemente XI, e la camera da letto che ospitò Napoleone Bonaparte e l'Imperatore d'Austria Francesco I d'Asburgo.[1][6]

In seguito a questi lavori, e al rango degli ospiti, il castello di Chignolo Po venne denominato la Versailles della Lombardia.
Con la scomparsa di Camillo Cusani, il castello divenne proprietà del Sovrano Militare Ordine di Malta.
Il castello si presenta come un edificio composto da quattro corpi di fabbrica, introdotti a nord da un'alta torre d'ingresso. Attorno al mastio, si sviluppa una loggia.